# Fulk II., grof Anjoua
Fulk II. Dobri († 960.) bio je grof Anjoua od 942. godine do svoje smrti. Rođen je oko 905. kao sin Fulka I. i njegove supruge Roscille de Loches, čiji je otac bio Warnerius, lord Villentroisa. Fulk Dobri naslijedio je oca 942. godine kao drugi grof Anjoua.
Anžuvinci su bili poznati po sklapanju političkih brakova pomoću kojih su se povezivali s najvišim plemstvom. Fulk II. oženio se Gerbergom, kćerju Gotfrida od Neversa. Nakon Gerbergine smrti, Fulk II. oženio se udovicom Alana II., bretonskog vojvode. Premda je žena bila udovica, pošla je za Fulka, ali par je bio bez djece. Fulkova druga supruga, preudata udovica, pomogla je Fulku približiti se Teobaldu I., grofu Bloisa.
Sa svojom prvom ženom Fulk je imao kćer Adelajdu Blanku i sina Gotfrida I. od Anjoua.